# Sit-in

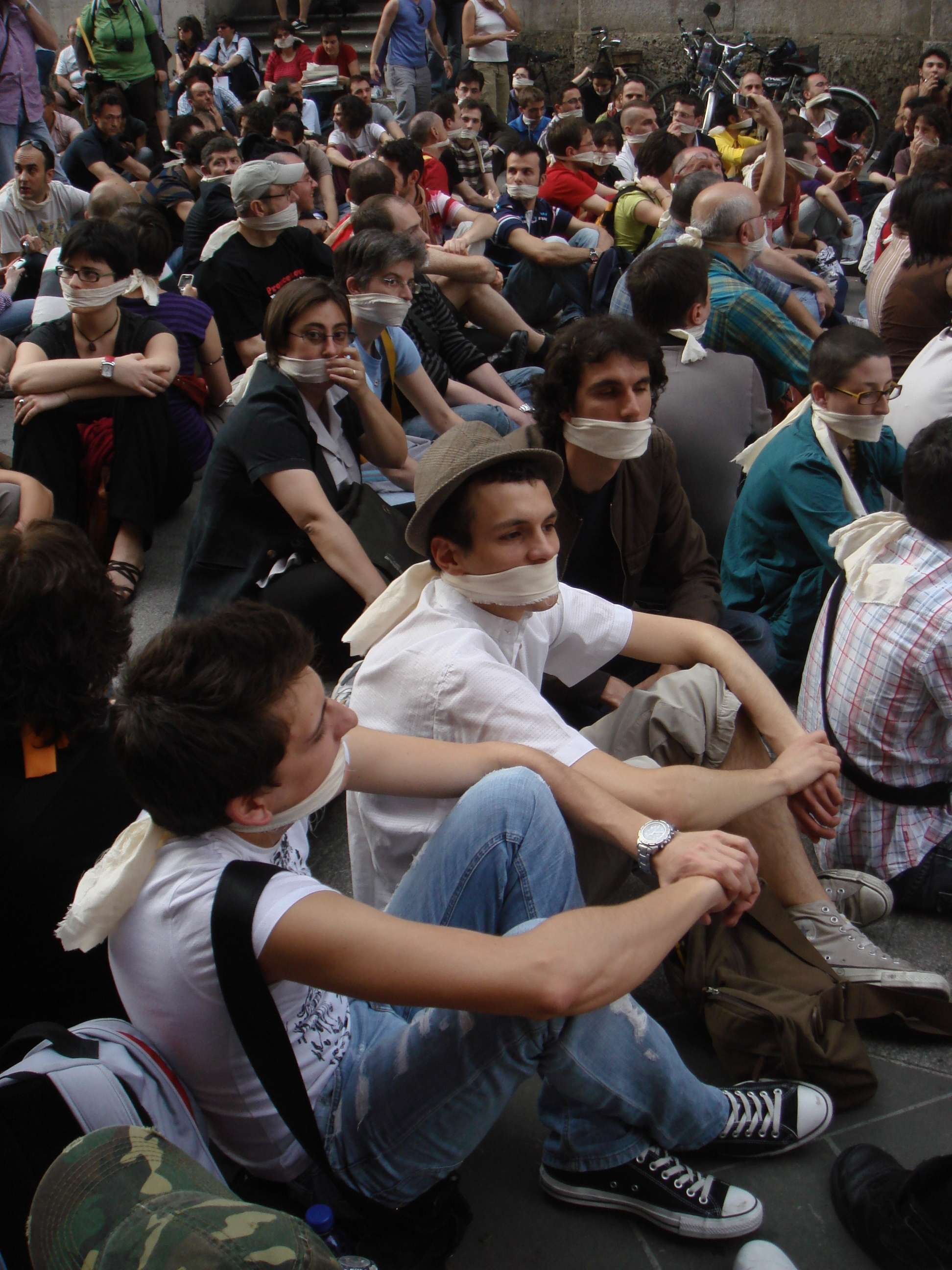
Sit-in gegen Homophobie in Mailand

Unter Sit-in,  auch Sitzstreik versteht man seit den 1960er Jahren eine gewaltfreie, Mitte der 1950er Jahre von der amerikanischen Bürgerrechtsbewegung im Kampf gegen Rassendiskriminierung und später von der internationalen Studentenbewegung angewandte Protestform. Sitzstreiks wurde schon in den 1930er Jahren von amerikanischen Arbeitern als Streiktaktik verwendet.
Gene Sharp unterscheidet 1973 in seinen 198 Methoden der Gewaltfreien Aktion zwischen „Sit-down“ (Deutsch: „Sitzstreik“) und „Sit-in“: Beim Sitzstreik setzten sich die Teilnehmer für eine begrenzte oder eine unbestimmte Zeit auf den Boden und weigern sich freiwillig zu gehen. Die Teilnehmer besetzen bestimmte Einrichtungen, indem sie sich für einen begrenzten oder unbegrenzten Zeitraum auf vorhandene Stühle, Hocker und gelegentlich auf den Boden setzen, um dort stattfindende Handlungen zu stören. Angelehnt und/oder inspiriert von Vorbildern wie Mahatma Gandhi und Martin Luther King versuchen die Demonstranten so auf sie störende Sachverhalte aufmerksam zu machen. Das Ziel besteht darin, eine neue Handlungsweise wie die Öffnung bestimmter Einrichtungen oder Dienstleistungen für zuvor ausgeschlossene Personen zu erreichen.

## Entwicklung
Das erste Sit-in der Bürgerrechtsbewegung wurde 1942 von 28 Mitgliedern der gewaltfreien Gruppe Congress of Racial Equality (CORE) im Jack Spratt Coffee House in Chicago durchgeführt. Doch erst 1960 wurden Sit-ins im großen Stil zur Aufhebung der Rassentrennung in Restaurants und anderen öffentlichen Einrichtungen eingesetzt: Die Initialzündung ging von einem Sit-in von afroamerikanischen Studenten am 1. Februar 1960 in Greensboro (North Carolina) in einem Restaurant der Woolworth-Gruppe, das für Weiße reserviert war, aus. Rasch nahm die Bürgerrechtsbewegung die neue Form des Sitzstreiks auf um auch in anderen Restaurants in den Südstaaten gegen Rassendiskriminierung zu protestieren. 1962 organisierte Martin Luther King die 'Birmingham Campaign' (siehe hier), in deren Rahmen es 1963 zu Sit-ins durch von King geschulte Freiwillige in Kaufhäusern kommt.
Das erste als Sit-in bezeichnete Ereignis in Deutschland fand am 22. Juni 1966 an der FU Berlin statt. Den Studierenden ging es meist darum, sich durch passiven Widerstand Gehör zu verschaffen und als problematisch erkannte Strukturen und Lehrkörper zu blockieren. Ein Sitzstreik ging nicht selten in ein Teach-in über.

## Sitzstreik als Taktik im Arbeitskampf
Der Sitzstreik (sit-down strike) war in den Jahren 1933 bis 1937 eine verbreitete Streiktaktik unter amerikanischen Arbeitern. Eine große Resonanz fanden die Sitzstreiks 1936/37 bei General Motors, mit denen das Unternehmen zur Anerkennung der Automobilarbeitergewerkschaft und ihrer Repräsentanten gezwungen wurde. Auch in den europäischen Ländern haben in der zweiten Hälfte des 20. Jahrhunderts Arbeiter zur Taktik des Sitzstreiks bis zur Betriebsbesetzung gegriffen.